# A bérgyilkos (film, 1989)
A bérgyilkos (The Killer, hagyományos kínai: 喋血雙雄, pinjin: Diéxuè shuāngxióng, magyaros átírásban: Tiehszüe suanghsziung) egy 1989-ben bemutatott hongkongi akciókrimi, írója és rendezője John Woo. Főbb szerepekben Chow Yun-fat, Danny Lee és Sally Yeh.

## Cselekmény
Jeffrey (Chow Yun-fat), a bérgyilkos, egyik munkája során véletlenül megsebesíti Jennie-t (Sally Yeh), aki már korábban megtetszett neki. Hónapokkal később a lány segítségére siet, amikor utcai banditák támadják meg őt, és megismerkednek. Sebesülése miatt a lány gyengén lát, nem ismeri fel a bérgyilkost. Jeffrey következő feladatát utolsónak tervezi, csak azért vállalja el, hogy Jennie szemműtétjére megszerezze a pénzt.
Li Ying rendőrőrmester (Danny Lee) feladata annak az embernek a védelme egy evezős verseny során, aki Jeffrey célpontja. A bérgyilkos teljesíti munkáját, majd elszökik a helyszínről, ám ekkor saját megbízói fordulnak ellene és megpróbálják megölni. A tűzharc zajára a rendőrök is felfigyelnek. Li Ying szemtanúja lesz, amint Jeffrey a lövések elől kiment egy kislányt, ezután kórházba viszi, majd ismét elmenekül a rendőrök elől. A nyomozók összekötik a korábbi lövöldözést ezzel, és Jennie-t megkeresve Li Ying Jeffrey nyomába ered. Mivel több alkalommal is sikerül még a bérgyilkosnak elmenekülnie, a rendőrtől elveszik az ügyet, ám ő tovább nyomoz. Mikor újra rátalál, újabb csapat gyilkossal kell szembenézniük, ezúttal már egy oldalon állnak és együtt próbálják menteni Jennie-t és magukat. Az utolsó tűzharcban lelövik Jeffrey-t, de Li Ying megöli a bandafőnököt és megbosszulja barátját.

## Szereplők
- Chow Yun-fat (Jeffrey)
- Sally Yeh (Jennie)
- Paul Chu Kong (Fung Sei)
- Danny Lee (Li Ying)
- Kenneth Tsang (Tsang Yeh)
- Fui-On Shing (Wong Hoi)
- Fan Wei Yee (Paul Yau)

## Fogadtatás
A filmet 1989 márciusában mutatták be először Tajvanon, akkor még 124 perces időtartammal. Ezután újravágták a jelenlegi 110 percre, így került a mozikba Hongkongban 1989 júliusában. John Woo szerint ez a változat sokkal jobb lett. Hongkongban nem aratott azonnali sikert az akciókrimi, melynek oka az abban az időben történt Tienanmen téri vérengzés volt. Ennek ellenére végül 18,2 millió dolláros bevételt és a ezzel a jegyeladások alapján a kilencedik helyet szerezte meg Hongkongban. Az 1990-es Hong Kong Film Awards díjkiosztón a legjobb rendezésért John Woo, a legjobb vágásért pedig Fan Kung Ming nyerte el a díjat, és még további négy jelölést is kapott. A bérgyilkos népszerű lett Koreában is, ahol a hetedik helyet érte le a jegyeladások alapján.
A produkciót több filmfesztiválon is bemutatták Ázsián kívül, például az 1989-es Torontói Nemzetközi Filmfesztiválon és az amerikai premier idején a Palm Springs International Film Festival keretében 1990 januárjában. Az Egyesült Államokban műsorra került a Sundance Filmfesztiválon, Franciaországban pedig a Cannes-i fesztiválon ugyanebben az évben. Terence Chang filmproducer szerint A bérgyilkos sikere számos hongkongi filmgyártót tett féltékennyé. „Egy bizonyos fokú neheztelést váltott ki a hongkongi filmgyártásban. Amit azonban bizonyosan állíthatok, hogy az amerikai, európai, japán, koreai és még a tajvani közönség és kritikusok körében is elismerték... sokkal jobban, mint Hongkongban.”

### Kritikusi visszhang
A bérgyilkos akciójelenetit dicsérték a kritikusok. Stephen Holden a The New York Times cikkírója szerint a film „lebilincselő és humoros” és „a véres és pusztító jelenetek még Hongkong ködös egénél is látványosabbak.” A Variety magazin pozitív kritikája szerint „különösen erőszakos és nagyszerűen alkotott akciójelenetei megmutatják azt az erőt, mellyel John Woo rendező a kezében tartja a krimi műfaját”. Kathleen Maher a The Austin Chronicle-től dicséri a filmet, melyet „nem lehet bekategorizálni, de megköveteli az összehasonlítást, csak hogy bizonyíthassa, hogy még sosem volt hasonló azelőtt.” A The Washington Post az állítja, „a cselekmény maga nem igazán alkotott újat a krimi történetek terén. A Woo-jellemzők azok... melyek A bérgyilkost egy magasabb szintre emelik.” Lucia Bozzola, az Allmovie.com oldalon öt csillaggal értékelte a filmet, és véleménye szerint a produkció „az 1980-as évekbeli hongkongi filmgyártás egyik csúcspontja” Az Empire magazin szintén öt csillagosnak ítélte a filmet és John Woo stílusának tetőpontjaként jellemezte. 2010-ben a Time Out New York a külföldi filmek minden idők legjobb ötvenes listájának 50. helyére sorolta A bérgyilkost.